# New Westminster (circonscription britanno-colombienne)
Pour les articles homonymes, voir New Westminster (homonymie).
Circonscription électorale provinciale du Canada
New Westminster est une ancienne circonscription provinciale de la Colombie-Britannique représentée à l'Assemblée législative de la Colombie-Britannique de 1916 à 2024.

## Géographie
La circonscription représentait la ville de New Westminster dans le Grand Vancouver.

## Liste des députés
| Législature                                                                       | Années                                        | Député                                        | Député                                        | Parti                                         |
| New Westminster Issue de New Westminster City                                     | New Westminster Issue de New Westminster City | New Westminster Issue de New Westminster City | New Westminster Issue de New Westminster City | New Westminster Issue de New Westminster City |
| --------------------------------------------------------------------------------- | --------------------------------------------- | --------------------------------------------- | --------------------------------------------- | --------------------------------------------- |
| 14e                                                                               | 1917–1920                                     |                                               | David Whiteside                               | Libéral                                       |
| 15e                                                                               | 1920–1924                                     |                                               | David Whiteside                               | Libéral                                       |
| 16e                                                                               | 1924–1927                                     | Edwin James Rothwell                          |                                               | Libéral                                       |
| 16e                                                                               | 1927-1928                                     | Arthur Wellesley Gray                         |                                               | Libéral                                       |
| 17e                                                                               | 1928–1933                                     | Arthur Wellesley Gray                         |                                               | Libéral                                       |
| 18e                                                                               | 1933–1937                                     | Arthur Wellesley Gray                         |                                               | Libéral                                       |
| 19e                                                                               | 1937–1941                                     | Arthur Wellesley Gray                         |                                               | Libéral                                       |
| 20e                                                                               | 1941–1944                                     | Arthur Wellesley Gray                         |                                               | Libéral                                       |
| 20e                                                                               | 1944-1945                                     |                                               | Vacant                                        | Vacant                                        |
| 20e                                                                               | mai-août 1945                                 |                                               | Byron Ingemar Johnson                         | Coalition                                     |
| 21e                                                                               | 1945–1949                                     |                                               | Byron Ingemar Johnson                         | Coalition                                     |
| 22e                                                                               | 1949–1952                                     |                                               | Byron Ingemar Johnson                         | Coalition                                     |
| 23e                                                                               | 1952–1953                                     |                                               | Rae Eddie                                     | Social-démocrate                              |
| 24e                                                                               | 1953–1956                                     |                                               | Rae Eddie                                     | Social-démocrate                              |
| 25e                                                                               | 1956–1960                                     |                                               | Rae Eddie                                     | Social-démocrate                              |
| 26e                                                                               | 1960–1963                                     |                                               | Rae Eddie                                     | Social-démocrate                              |
| 27e                                                                               | 1963–1966                                     |                                               | Rae Eddie                                     | Néo-démocrate                                 |
| 28e                                                                               | 1966–1969                                     |                                               | Rae Eddie                                     | Néo-démocrate                                 |
| 29e                                                                               | 1969–1972                                     |                                               | Dennis Cocke                                  | Néo-démocrate                                 |
| 30e                                                                               | 1972–1975                                     |                                               | Dennis Cocke                                  | Néo-démocrate                                 |
| 31e                                                                               | 1975–1979                                     |                                               | Dennis Cocke                                  | Néo-démocrate                                 |
| 32e                                                                               | 1979–1983                                     |                                               | Dennis Cocke                                  | Néo-démocrate                                 |
| 33e                                                                               | 1983–1986                                     |                                               | Dennis Cocke                                  | Néo-démocrate                                 |
| 34e                                                                               | 1986–1991                                     |                                               | Anita Hagen                                   | Néo-démocrate                                 |
| 35e                                                                               | 1991–1996                                     |                                               | Anita Hagen                                   | Néo-démocrate                                 |
| 36e                                                                               | 1996–2001                                     |                                               | Graeme Bowbrick                               | Néo-démocrate                                 |
| 37e                                                                               | 2001–2005                                     |                                               | Joyce Murray                                  | Libéral                                       |
| 38e                                                                               | 2005–2009                                     |                                               | Chuck Puchmayr                                | Néo-démocrate                                 |
| 39e                                                                               | 2009–2013                                     |                                               | Dawn Black                                    | Néo-démocrate                                 |
| 40e                                                                               | 2013–2017                                     |                                               | Judy Darcy                                    | Néo-démocrate                                 |
| 41e                                                                               | 2017–2020                                     |                                               | Judy Darcy                                    | Néo-démocrate                                 |
| 42e                                                                               | 2020–2024                                     |                                               | Jennifer Whiteside                            | Néo-démocrate                                 |
| Circonscription abolie, voir Burnaby-New Westminster et New Westminster-Coquitlam |                                               |                                               |                                               |                                               |